# Lovely Professional University

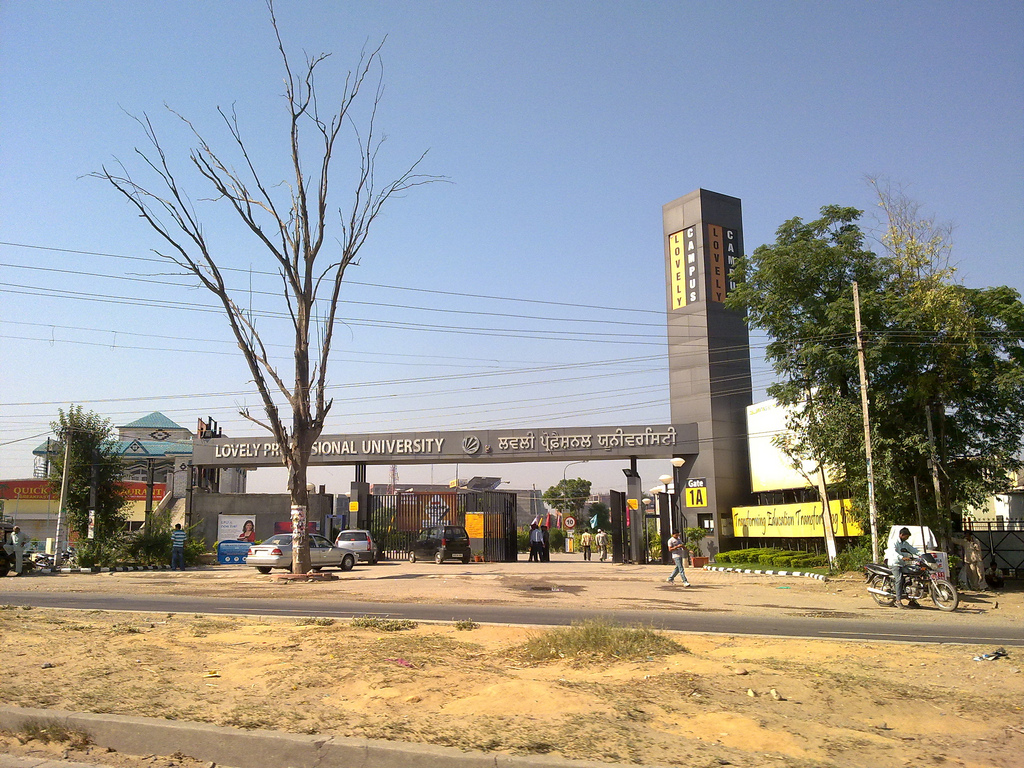
Lovely Professional University, Punjab, Indien

Lovely Professional University (LPU) är ett privat universitet i Punjab i Indien. Universitetet har mer än 25000 studenter.